# Pallamano Trieste 1997-1998
Questa pagina raccoglie i dati riguardanti la Pallamano Trieste nelle competizioni ufficiali della stagione 1997-1998.

## Rosa

### Giocatori
| N° | Naz.                           | Ruolo | Sportivo                | Anno | Alt. | Peso |
| -- | ------------------------------ | ----- | ----------------------- | ---- | ---- | ---- |
| 1  | Italia (bandiera)              | P     | Corrado Bottaro         | 1974 |      |      |
| 12 | Italia (bandiera)              | P     | Claudio Kavrecich       | 1969 |      |      |
| 16 | Italia (bandiera)              | P     | Ivan Mestriner          | 1970 |      |      |
| 3  | Argentina (bandiera)           | T     | Martiniano Molina       | 1972 |      |      |
| 4  | Italia (bandiera)              | PV    | Giorgio Oveglia         | 1963 |      |      |
| 7  | Italia (bandiera)              | A     | Marco Angileri          | 1975 |      |      |
| 8  | Italia (bandiera)              | PV    | Claudio Schina          | 1961 |      |      |
| 9  | Italia (bandiera)              | A     | Alessandro Fusina       | 1971 |      |      |
| 10 | Italia (bandiera)              | A     | Michele Guerrazzi       | 1971 |      |      |
| 11 | Italia (bandiera)              | T     | Antonio Pastorelli      | 1971 |      |      |
| 13 | Serbia e Montenegro (bandiera) | T     | Ante Tomic              | 1963 |      |      |
| 14 | Italia (bandiera)              | T     | Alessandro Tarafino     | 1971 |      |      |
| 15 | Italia (bandiera)              | A     | Marco Lo Duca           | 1971 |      |      |
| 18 | Italia (bandiera)              | T     | Massimiliano Martinelli | 1978 |      |      |
| 19 | Serbia e Montenegro (bandiera) | T     | Slobodan Kuzmanovski    | 1962 |      |      |

### Staff
- Allenatore:  Giuseppe Lo Duca
- Allenatore in seconda:  Piero Sivini
- Massaggiatore:  Paolo Salvini

## Risultati

### Serie A1

#### Stagione regolare

##### Girone d'andata
| Trieste 13 settembre 1997 | Trieste | 33 – 17 | Haenna |  |

| Mazara del Vallo 27 settembre 1997 | Mazara | 15 – 31 | Trieste |  |

| Trieste 4 ottobre 1997 | Trieste | 28 – 21 | Bologna 1969 |  |

| Trieste 11 ottobre 1997 | Trieste | 22 – 20 | Ortigia |  |

| Rubiera 18 ottobre 1997 | Rubiera | 23 – 23 | Trieste |  |

| Trieste 25 ottobre 1997 | Trieste | 34 – 17 | Teramo |  |

| Bologna 1 novembre 1997 | Gymnasium Bologna | 22 – 28 | Trieste |  |

| Trieste 8 novembre 1997 | Trieste | 24 – 20 | Brixen |  |

| Prato 15 novembre 1997 | Prato | 24 – 19 | Trieste |  |

| Trieste 29 novembre 1997 | Trieste | 34 – 19 | Black Devils |  |

| Modena 6 dicembre 1997 | Modena | 21 – 24 | Trieste |  |

| Trieste 10 dicembre 1997 | Trieste | 17 – 19 | Mordano |  |

| Conversano 13 dicembre 1997 | Conversano | 25 – 29 | Trieste |  |

##### Girone di ritorno
| Enna 20 dicembre 1997 | Haenna | 22 – 30 | Trieste |  |

| Trieste 3 gennaio 1998 | Trieste | 27 – 20 | Mazara |  |

| Bologna 10 gennaio 1998 | Bologna 1969 | 18 – 21 | Trieste |  |

| Siracusa 17 gennaio 1998 | Ortigia | 15 – 20 | Trieste |  |

| Trieste 24 gennaio 1998 | Trieste | 20 – 16 | Rubiera |  |

| Teramo 31 gennaio 1998 | Teramo | 17 – 21 | Trieste |  |

| Trieste 7 febbraio 1998 | Trieste | 30 – 25 | Gymnasium Bologna |  |

| Bressanone 14 febbraio 1998 | Brixen | 19 – 18 | Trieste |  |

| Trieste 21 febbraio 1998 | Trieste | 22 – 22 | Prato |  |

| Merano 28 febbraio 1998 | Black Devils | 23 – 29 | Trieste |  |

| Trieste 7 marzo 1998 | Trieste | 29 – 23 | Modena |  |

| Mordano 11 marzo 1998 | Mordano | 25 – 37 | Trieste |  |

| Trieste 14 marzo 1998 | Trieste | 27 – 11 | Conversano |  |

#### Playoff

##### Quarti di finale
| Squadra 1 | Squadra 2 | Andata                 | Ritorno                | Totale  |
| --------- | --------- | ---------------------- | ---------------------- | ------- |
| Messina   | Trieste   | Messina, 18 marzo 1998 | Trieste, 21 marzo 1998 | 45 - 70 |
| Messina   | Trieste   | 25 - 33                | 20 - 37                | 45 - 70 |

##### Semifinali
| Squadra 1 | Squadra 2 | Andata                 | Ritorno                   | Totale  |
| --------- | --------- | ---------------------- | ------------------------- | ------- |
| Trieste   | Brixen    | Trieste, 25 marzo 1998 | Bressanone, 30 marzo 1999 | 45 - 40 |
| Trieste   | Brixen    | 27 - 22                | 18 - 18                   | 45 - 40 |

##### Finale
| Squadra 1 | Squadra 2 | Gara 1               | Gara 2                  | Gara 3                |
| --------- | --------- | -------------------- | ----------------------- | --------------------- |
| Prato     | Trieste   | Prato, 4 aprile 1999 | Trieste, 11 aprile 1999 | Prato, 15 aprile 1999 |
| Prato     | Trieste   | 24 - 20              | 20 - 24                 | 23 - 19               |

### Coppa Italia

#### Secondo turno
| Padova | Cellini Padova | 17 – 31 | Trieste |  |

#### Ottavi di finale
| Rovigo | Tassina Rovigo | 17 – 27 | Trieste |  |

#### Quarti di finale
| Bressanone | Brixen | 19 – 15 | Trieste |  |

### Champions League 1997-1998

#### Terzo turno di qualificazione
| Squadra 1         | Squadra 2         | Andata    | Ritorno | Totale  |
| ----------------- | ----------------- | --------- | ------- | ------- |
| WKS Śląsk Wrocław | Pallamano Trieste | Breslavia | Trieste | 50 - 52 |
| WKS Śląsk Wrocław | Pallamano Trieste | 31- 21    | 19- 31  | 50 - 52 |

#### Girone A

##### Andata
| Trieste 9 novembre 1997, ore 18:00 | Pallamano Trieste | 20 – 22 (7-11) referto | Badel 1862 Zagreb | PalaChiarbola (2500 spett.) |

| Celje 15 novembre 1997, ore 18:00 | RK Celje | 30 – 25 (14-12) referto | Pallamano Trieste | Zlatorog Arena (2000 spett.) |

| Trieste 4 gennaio 1998, ore 18:00 | Pallamano Trieste | 30 – 24 (15-6) referto | KA Akureyri | PalaChiarbola (1000 spett.) |

##### Ritorno
| Trieste 11 gennaio 1999, ore 18:00 | Pallamano Trieste | 20 – 27 (12-13) referto | RK Celje | PalaChiarbola (1700 spett.) |

| Zagabria 24 gennaio 1998, ore 18:00 | Badel 1862 Zagreb | 25 – 27 (11-14) referto | Pallamano Trieste | Arena Zagreb (6500 spett.) |

| Akureyri 1º febbraio 1998, ore 16:00 | KA Akureyri | 21 – 19 (8-9) referto | Pallamano Trieste | Akureyrarstoltið (620 spett.) |

## Classifiche

### Serie A1
|  | Pos. | Squadra           | Pt | G  | V  | N | S  | GF  | GS  | D    | Note                                       |
|  | ---- | ----------------- | -- | -- | -- | - | -- | --- | --- | ---- | ------------------------------------------ |
|  | 1.   | Prato             | 50 | 26 | 24 | 2 | 0  | 702 | 555 | +147 | Qualificato alla Champions League 1998-99  |
|  | 2.   | Trieste           | 46 | 26 | 22 | 2 | 2  | 686 | 518 | +168 | Qualificato alla EHF Cup 1998-99           |
|  | 3.   | Brixen            | 37 | 26 | 17 | 3 | 6  | 590 | 519 | +71  |                                            |
|  | 4.   | Modena            | 32 | 26 | 14 | 4 | 8  | 571 | 544 | +27  | Qualificato alla City Cup 1998-99          |
|  | 5.   | Bologna 1969      | 28 | 26 | 13 | 2 | 11 | 668 | 648 | +40  |                                            |
|  | 6.   | Rubiera           | 26 | 26 | 11 | 4 | 11 | 619 | 606 | +13  |                                            |
|  | 7.   | Haenna            | 22 | 26 | 10 | 2 | 14 | 622 | 660 | -38  | Qualificato alla Coppa delle Coppe 1998-99 |
|  | 8.   | Ortigia           | 22 | 26 | 8  | 6 | 12 | 572 | 604 | -32  |                                            |
|  | 9.   | Conversano        | 20 | 26 | 8  | 4 | 14 | 565 | 642 | -77  |                                            |
|  | 10.  | Gymnasium Bologna | 20 | 26 | 8  | 4 | 14 | 647 | 672 | -25  |                                            |
|  | 11.  | Mordano           | 18 | 26 | 8  | 2 | 16 | 624 | 665 | -41  |                                            |
|  | 12.  | Teramo            | 18 | 26 | 6  | 6 | 14 | 574 | 631 | -57  |                                            |
|  | 13.  | Mazara            | 15 | 26 | 7  | 1 | 18 | 594 | 672 | -78  | Retrocesso in Serie A2 1998-99             |
|  | 14.  | Meran             | 10 | 26 | 4  | 2 | 20 | 557 | 655 | -98  | Retrocesso in Serie A2 1998-99             |

### Champions League

#### Girone A
|  | Pos. | Squadra           | Pt | G | V | N | S | GF  | GS  | D   | Note                            |
|  | ---- | ----------------- | -- | - | - | - | - | --- | --- | --- | ------------------------------- |
|  | 1.   | RK Celje          | 10 | 6 | 5 | 0 | 1 | 162 | 133 | +29 | Qualificato ai quarti di finale |
|  | 2.   | Badel 1862 Zagreb | 8  | 6 | 4 | 0 | 2 | 158 | 141 | +17 | Qualificato ai quarti di finale |
|  | 3.   | Pallamano Trieste | 4  | 6 | 2 | 0 | 4 | 141 | 149 | -8  |                                 |
|  | 4.   | KA Akureyri       | 2  | 6 | 1 | 0 | 5 | 132 | 170 | -38 |                                 |

## Statistiche

### Individuali

#### Classifica marcatori
| N. | Giocatore               | Reti |
| -- | ----------------------- | ---- |
| 9  | Alessandro Fusina       | 163  |
| 3  | Martiniano Molina       | 132  |
| 13 | Ante Tomic              | 115  |
| 14 | Alessandro Tarafino     | 112  |
| 20 | Slobodan Kuzmanovski    | 106  |
| 11 | Antonio Pastorelli      | 66   |
| 10 | Michele Guerrazzi       | 59   |
| 15 | Marco Lo Duca           | 54   |
| 4  | Giorgio Oveglia         | 19   |
| 8  | Claudio Schina          | 19   |
| 18 | Massimiliano Martinelli | 10   |